# Đỗ Tập (Tam Quốc)
Đỗ Tập (chữ Hán: 杜袭), tự Tử Tự, người huyện Định Lăng, quận Dĩnh Xuyên , quan viên cuối đời Đông Hán, đầu đời Tào Ngụy thời Tam quốc trong lịch sử Trung Quốc.

## Tránh loạn Kinh Châu
Ông cụ là Ba Quận thái thú Đỗ An, ông nội là Tế Âm thái thú Đỗ Căn, đều có danh vọng.
Tập tránh loạn ở Kinh Châu, được Lưu Biểu đãi theo lễ tân khách. Tập cho rằng Lưu Biểu không phải là bậc minh chủ trong thời loạn, bèn lánh về phía nam đến quận Trường Sa.

## Thất thủ Tây Ngạc
Năm Kiến An đầu tiên (196), Tào Tháo đón Hán Hiến đế dời đô về đất Hứa, Tập cũng trốn về quê nhà, được Tháo dùng làm Tây Ngạc (huyện) trưởng. Phía nam của huyện là nơi giặc cướp hoành hành, bấy giờ quan lại đều rút dân về giữ thành quách, không thể cầy cấy, khiến huyện chịu cảnh đất hoang dân đói, kho vựa trống rỗng. Tập dùng ân nghĩa để tập hợp dân chúng, sai người già yếu chia nhau làm ruộng, giữ kẻ  trai tráng chuẩn bị phòng thủ, nên quan dân đều vui mừng.
Gặp lúc hơn vạn bộ kỵ quân Kinh Châu đến đánh thành, Tập bèn triệu tất cả quan dân chịu trách nhiệm phòng thủ hơn 50 người, cùng họ thề ước; Tập còn nói ai có thân thích ở ngoài thành, muốn tự bảo hộ, đều cho phép ra đi; họ đều dập đầu nguyện chết vì ông. Tập đích thân bắn tên, ném đá, cầm đầu mọi người ra sức chiến đấu. Thủ binh cảm ân nghĩa của Tập, đều nghe theo mệnh lệnh của ông. Vào trận, quân giữ thành chém được vài trăm thủ cấp, nhưng cũng mất hơn 30 người, bị thương 18 người. Quân Kinh Châu xông vào thành, Tập soái những người bị thương tháo chạy ra ngoài, khiến họ lần lượt chết sạch, nhưng không ai phản bội.

## Vỗ về Hán Trung
Tư Lệ hiệu úy Chung Do dâng biểu xin bái Tập làm Nghị lang tham quân sự. Tuân Úc lại tiến cử Tập, nên Tào Tháo lấy ông làm Thừa tướng Quân tế tửu. Tào Tháo được phong tước Ngụy công (213), Tập được làm Thị trung, cùng Vương Sán, Hòa Hiệp đều được trọng dụng. Sán học rộng biết nhiều, nên Tào Tháo du ngoạn các nơi, phần nhiều đưa ông ta đi cùng, nhưng không được xem trọng bằng Tập, Hiệp. Tập từng được Tào Tháo gọi vào gặp riêng, ở lại đến nửa đêm. Sán tính hấp tấp ganh đua, đứng dậy nói: "Chẳng biết ngài ấy nói với Đỗ Tập chuyện gì!?" Hiệp cười nói: "Việc thiên hạ làm sao biết hết được!? Anh ban ngày phụng sự rồi, lại ấm ức không vui, muốn kiêm cả ban đêm ru!?"
Sau đó Tập được lĩnh chức Thừa tướng Trưởng sử, theo Tào Tháo đi Hán Trung đánh dẹp Trương Lỗ (215). Tào Tháo quay về, bái Tập làm Phụ mã đô úy, ở lại làm Đốc Hán Trung quân sự. Tập vỗ về khuyến khích, khiến trăm vui vẻ tự dời đến Lạc Dương, Nghiệp Thành hơn 8 vạn nhân khẩu.
Lưu Bị tấn công Hán Trung, giết chết Hạ Hầu Uyên (219), khiến quân Tào mất chủ soái, tướng sĩ hoang mang. Tập cùng Trương Cáp, Quách Hoài tạm coi quân sự, quyền nghi lấy Cáp làm Đốc để thống nhất lòng người, nên ổn định được ba quân.
Sau khi Tào Tháo bỏ Hán Trung quay về, muốn chọn Lưu phủ trưởng sử, trấn thủ Trường An, nhưng không vừa ý với tất cả ứng viên; Tháo hạ lệnh rằng: "Bỏ qua ngựa Kỳ, Ký không cưỡi, rồi lại hoang mang mà tìm kiếm ở nơi khác!?" bèn lấy Tập làm Lưu phủ trưởng sử, đồn trú Quan Trung.

## Khuyên khéo Tào Tháo
Bấy giờ tướng quân Hứa Du giữ riêng bộ khúc, không chịu quy phục Tào Tháo mà còn có lời lẽ khinh nhờn. Tháo cả giận, muốn chinh phạt Du. Mọi người can ngăn, Tháo hoành đao trên đùi, tỏ vẻ không nghe. Tập muốn vào can, Tháo rào trước rằng: "Kế ta đã định, khanh chớ nói nữa." Tập nói: "Nếu kế của điện hạ đúng, thần sẽ giúp điện hạ hoàn thành; nếu kế của điện hạ sai, muốn hoàn thành thì nên thay đổi. Điện hạ đẩy lui thần, làm sao kẻ dưới có thể nói cho rõ ràng đây!?" Tháo hỏi: "Hứa Du khinh nhờn ta, làm sao có thể bỏ qua cho được?" Tập hỏi lại: "Điện hạ nói xem Hứa Du là hạng người nào?" Tháo đáp: "Người phàm mà thôi!" Tập nói: "Chỉ hiền mới biết hiền, chỉ thánh mới biết thánh, người phàm làm sao có thể biết người phi phàm đây? Bây giờ là lúc sài lang giữa đường mà lại đuổi theo hồ ly, người ta sẽ cho điện hạ tránh nặng tìm nhẹ, tiến không phải là dũng, lui không phải là nhân. Thần nghe nỏ có lực kéo ngàn cân thì không vì chuột nhắt mà bắn ra, chuông có sức chứa muôn thạch thì không vì cọng cỏ mà vang tiếng; nay Hứa Du nhỏ bé, sao đủ để gây khó nhọc cho thần vũ của điện hạ chứ!?" Tháo nói: "Hay!" Rồi Tháo vỗ về Hứa Du, Du lập tức quy phục.
Bấy giờ Hạ Hầu Thượng nịnh hót thế tử Tào Phi, tình cảm thân mật. Tập cho rằng Thượng không phải là bạn tốt, không đáng trọng đãi, nên nói với Tào Tháo. Ban đầu Tào Phi không bằng lòng, về sau lại thấy là đúng. Những việc này cho thấy Tập khéo mềm mỏng khuyên can, không hề mạo phạm chủ thượng.

## Thăng quan tiến tước
Tào Phi kế thừa tước Ngụy vương, ban cho Tập tước Quan nội hầu. Đến khi Tào Phi lên ngôi, tức là Tào Ngụy Văn đế, phong Tập làm Vũ Bình đình hầu, đổi làm Đốc quân lương Chấp pháp.
Tào Ngụy Minh đế nối ngôi, tiến phong Tập làm Bình Dương hương hầu. Thục Hán thừa tướng Gia Cát Lượng đem quân ra Tần Xuyên, Đại tướng quân Tào Chân đốc chư quân kháng cự, dời Tập làm Đại tướng quân Quân sư, chia thực ấp 100 hộ và ban tước Quan nội hầu cho anh trai ông là Đỗ Cơ.
Tào Chân mất (231), Tư Mã Ý thay thế, tiếp tục lấy Tập làm Quân sư, tăng thực ấp 300 hộ, cả thảy 550 hộ. Sau đó Tập lấy cớ bệnh tật được trưng về, bái làm Thái trung đại phu. Không rõ Tập mất khi nào, được truy tặng chức Thiếu phủ, thụy là Định hầu. Con là Đỗ Hội được kế tự.

## Trong văn hóa
Trong Tam quốc diễn nghĩa, có 2 Đỗ Tập: 1 văn quan và 1 võ tướng. Ở hồi 66: Quan Vân Trường một đao tới hội; Phục hoàng hậu vì nước bỏ mình, Tập giữ chức Thị trung, cùng Vương Sán, Vệ Khải, Hòa Hiệp muốn tôn tào Tháo làm Ngụy vương. Ở hồi 71: Chiếm Đối Sơn, Hoàng Trung sức nhàn thắng sức mỏi; Giữ Hán Thủy, Triệu Vân quân ít phá quân nhiều, Tập là bộ tướng của Hạ Hầu Uyên, soái hơn 100 binh trấn thủ Đối Sơn, nên dễ dàng bị Hoàng Trung đánh bại. Hạ Hầu Uyên đem binh rời núi Định Quân, lại để Tập ở lại trấn giữ. Uyên mất, Tập bỏ chạy đến chỗ Trương Cáp, rồi cùng Cáp lui quân về Hán Thủy, nghênh đón Tào Tháo.